# Yusuf Ziya Öniş Stadyumu
Yusuf Ziya Öniş Stadyumu – stadion piłkarski w Stambule (w dzielnicy Sarıyer), w Turcji. Został otwarty 23 stycznia 1988 roku. Może pomieścić 5000 widzów. Swoje spotkania rozgrywają na nim piłkarze klubu Sarıyer GK.
Budowa stadionu rozpoczęła się w 1987 roku, a jego inauguracja miała miejsce 23 stycznia 1988 roku, przy okazji meczu ligi tureckiej pomiędzy Sarıyer GK i Sakaryaspor (1:2). W latach 2008–2009 stadion został przebudowany.
Obiekt posiada w pełni zadaszone trybuny mogące pomieścić 5000 widzów. Są one zlokalizowane tuż przy boisku piłkarskim, otaczając je z trzech stron, północnej, zachodniej i południowej. Patronem stadionu jest Yusuf Ziya Öniş, turecki piłkarz i działacz piłkarski, jeden z założycieli klubu Sarıyer GK, będącego gospodarzem tego obiektu.
15 czerwca 2017 roku na stadionie rozegrano mecz finałowy tureckiej ligi futbolu amerykańskiego (TKFL) pomiędzy Koç Rams i Sakarya Tatankaları (56:14).